# Teacher talk
L'espressione di lingua inglese teacher talk (letteralmente "parlata dell'insegnante") indica, in glottodidattica, una varietà semplificata (in particolare, una varietà diafasica) di una data lingua ed è utilizzata da un docente per facilitare agli allievi (apprendenti di quella lingua come L2) la comprensione delle lezioni e, in tal modo, il compito di imparare.
Il teacher talk può essere inteso come una forma particolare di foreigner talk.